# Châtillon-sur-Morin
Châtillon-sur-Morin település Franciaországban, Marne megyében. Lakosainak száma 208 fő (2022. január 1.). Châtillon-sur-Morin Esternay, Escardes, Les Essarts-le-Vicomte, La Forestière és Le Meix-Saint-Epoing községekkel határos.

## Népesség
A település népességének változása:
| Lakosok száma | 166  | 135  | 155  | 185  | 184  | 203  | 217  | 223  | 218  | 208  |
|               | 1968 | 1982 | 1990 | 2006 | 2013 | 2015 | 2017 | 2019 | 2020 | 2022 |